# Metabolism
Metabolismul reprezintă totalitatea transformărilor biochimice și energetice care au loc în țesuturile organismului viu. Metabolismul este un proces complex, ce implică schimburi de materii și energii, bazat pe două procese (simultane) opuse:
- catabolism / dezasimilație - totalitatea proceselor chimice de degradare a substanțelor apei se produce în special ruperea legăturilor dintre atomii de carbon, din moleculele diferitelor substanțe; acest tip de reacții este însoțit de eliberare de energie (reacție exergonice).
- anabolism / asimilație - procesele chimice de biosinteză a substanțelor ce intră în alcătuirea materiei vii. Reacțiile anabolice se caracterizează prin consum de energie și se numesc reacții endergonice.

După rolul jucat în biologia organismelor, metabolismul este clasificat în:
- Metabolism primar sau fundamental, care este implicat direct, esențial în menținerea vieții organismelor și plantelor.
- Metabolism secundar sau lăturalnic, care este implicat în producerea de substanțe "neesențiale" vieții (de ex., pigmenți, alcaloizi, antibiotici agenți etc.).

Energia necesară proceselor de biosinteză provine în cea mai mare parte din desfacerea legăturilor macroergice ale diferiților compuși. În funcție de capacitatea de producere a energiei, organismele se împart în :
- autotrofe (greacă autos=însuși; trophe=hrană) - organisme care își sintetizează substanțele organice necesare din substanțe anorganice, prin procesul de fotosinteză și chemosinteză.
- heterotrofe (greacă heteros=diferit; trophe=hrană) - organisme care își asigură hrana folosind substanțe sintetizate de alte organisme (acestea pot fi microfage, fitofage sau zoofage).

Catabolismul și anabolismul se desfășoară printr-o succesiune a numeroase reacții chimice: hidroliză, hidrogenare, deshidratare, decarboxilare, dezaminare, transaminare, esterificare, condensare, polimerizare.

## Tipuri de reacții metabolice

### Catabolism/Dezasimilație
- Glicogenoliză - transformarea glicogenului în glucoză
- Glicoliză - transformarea glucozei în piruvat și ATP
- Fosforilarea oxidativă
- Degradarea glucidelor prin ciclul pentozofosfaților (numit și șuntul hexozomonofosfatului)
- Proteic - hidroliza proteinelor în aminoacizi
- Degradări fermentative:
  - Fermentația anaeroba:
    - Fermentația alcoolică
    - Fermentația lactică
    - Fermentația propionică
    - Fermentația butirică
    - Fermentația celulozei

  - Fermentația aerobă:
    - Fermentația acetică
    - Fermentația citrică, succinică și malică
    - Fermentația oxalică
- Calea acidului mevalonic

### Anabolism/Asimilație
- Glicogeneză - formarea glicogenului din glucoză prin procesul de hidroliză
- Gluconeogeneză - formarea glucozei din proteine și grăsimi
- Fotosinteza - sintetizarea substanțelor organice complexe din substanțe minerale cu ajutorul luminii
- Sinteza porfirinelor

### Metabolismul medicamentelor și xenobioticelor
Metabolismul substanțelor medicamentoase și a altor xenobiotice se face prin două căi principale de metabolism:
- Citocromul P450
- Calea flavinmonooxigenazelor

### Metabolismul azotului
Metabolismul azotului este reprezentat de:
- Ciclul ureei
- Asimilarea azotului
- Nitrificarea
- Denitrificarea

Metabolism energetic - proces metabolic prin care se eliberează energie, datorita scindării substantelor proprii celulelor organismului in substanțe simple.
Metabolism plastic - totalitatea reacțiilor care contribuie la construcția celulei. (Din gr. plasticos - modelat, sculptat). Exemple de metabolism plastic: fotosinteza, chimiosinteza, biosinteza proteinelor.